# ميشيل بيرغيرون (مدرب هوكي جليد)
ميشيل بيرغيرون هو مدرب هوكي جليد كندي، ولد في 12 يونيو 1946 في مونتريال في كندا.

## وصلات خارجية
- ميشيل بيرغيرون على موقع HockeyDB.com (الإنجليزية)